# HD 78548
HD 78548，又名CP-55 1957，SAO 236611、HR 3629，是一颗恒星，视星等为6.11，位于銀經274.93，銀緯-5.68，其B1900.0坐标为赤經9h 3m 41.7s，赤緯-55° -5.68′ 1″。